# 1937 a tudományban
Az 1937. év a tudományban és a technikában.

## Díjak
- Nobel-díjak
  - Fizikai Nobel-díj: Clinton Davisson, George Paget Thomson
  - Fiziológiai és orvostudományi Nobel-díj: Szent-Györgyi Albert
  - Kémiai Nobel-díj: Walter Haworth, Paul Karrer

## Születések
- február 13. – Sigmund Jähn NDK-beli űrhajós († 2019)
- március 6. – Valentyina Tyereskova orosz, szovjet űrhajós, az első nő a világűrben
- március 16. – Amos Nathan Tversky izraeli kognitív és matematikai pszichológus, a kognitív tudományok úttörője († 1996)
- április 12. – Igor Volk orosz, szovjet berepülőpilóta és űrhajós († 2017)
- június 8. – Bruce McCandless II amerikai villamosmérnök, űrhajós († 2017)
- június 11. – Robin Warren Nobel-díjas (megosztva) ausztrál patológus, mikrobiológus
- június 26. – Robert Coleman Richardson Nobel-díjas amerikai kísérleti fizikus († 2013)
- december 26. – John Horton Conway brit matematikus († 2020)
- december 27. – Dale Russell kanadai geológus, őslénykutató
- december 31. – Avram Hersko magyar származású, Nobel-díjas izraeli biokémikus

## Halálozások
- január 26. – Lenhossék Mihály anatómus, egyetemi tanár, a Magyar Tudományos Akadémia tagja, a neurontan egyik megalapítója (* 1863)
- április 29. – Wallace Carothers amerikai vegyész és feltaláló, híres találmánya a nylon (* 1896)
- május 28. – Alfred Adler osztrák pszichiáter (* 1870)
- július 20. – Guglielmo Marconi fizikai Nobel-díjas olasz feltaláló (* 1874)
- augusztus 8. – Vernon Lyman Kellogg amerikai entomológus, fejlődésbiológus (* 1867)
- október 19. – Ernest Rutherford új-zélandi születésű Nobel-díjas brit fizikus, az atomfizika egyik megalapítója (* 1871)